# Вайнштейн, Борис Викторович
Борис Викторович Вайнштейн (18 июня 1991) — российский борец греко-римского стиля, обладатель Кубок мира, мастер спорта России. По национальности — еврей.

## Карьера
В августе 2013 года в израильском Ашдоде стал победителем Маккабиады. В ноябре 2013 года в Люберцах одержал победу на Всероссийских соревнованиях посвященных памяти Николая Шмакова. В марте 2017 года в иранском Авадане в составе сборной России стал обладателем Кубка мира. 

## Спортивные результаты
- Маккабиада 2009 — ;
- Маккабиада 2013 — ;
- Чемпионат мира по борьбе среди студентов 2014 — ;
- Гран-при Ивана Поддубного 2017 — ;
- Кубок мира по борьбе 2017 (команда) — ;
- Чемпионат России по греко-римской борьбе 2017 — 5;

## Личная жизнь
Жену зовут Алёна. В октябре 2017 года в Балашихе у него родилась дочка, которую назвали Софья. В августе 2019 года родилась дочка Ева.